# Ewert Wrangel
Ewert Henrik Gabriel Wrangel, född den 20 november 1863 i Stockholm, död den 20 februari 1940 i Lund, var en svensk litteraturhistoriker och konsthistoriker.

## Biografi
Wrangel avlade studentexamen i Lund 1882 och inskrevs därefter vid Lunds universitet där han blev filosofie kandidat 1884, filosofie licentiat 1888 och disputerade för doktorsgraden 1889. Året innan hade han utnämnts till docent i estetik och litteraturhistoria och efterträdde 1899 Henrik Schück som professor i estetik, som då innefattade såväl litteraturhistoria som konsthistoria. Då professuren 1919 på Wrangels eget förslag delades i två övertog han den i konsthistoria med konstteori medan den andra i litteraturhistoria med poetik tilldelades Fredrik Böök. Wrangel pensionerades 1928 och efterträddes då av Ragnar Josephson.
Wrangels forskning har en historisk och lärdomshistorisk dimension. Dessutom sysselsatte han sig med förkärlek med frågor tillhörande estetiken och poetiken. Esaias Tegnér och hans tid hörde, liksom Skåne, till hans favoritämnen, och tillsammans med Böök utgav han en ny kommenterad upplaga av Tegnérs Samlade skrifter (1918-25). 
Wrangel utövade ett omfattande författarskap. Av hans litteraturhistoriska och kulturhistoriska samt biografiska arbeten må nämnas Det carolinska tidehvarfvets komiska diktning (1888), Skånsk dikt och visa under Carl XII:s krig (1894), Frihetstidens odlingshistoria (1895), Estetiska studier (1898), Brinkman och Tegnér (1906), Den blåögda - Ur Hilda Wijks litterära minnen (1908), Dikten och diktaren (1912), Martina von Schwerin (samma år), Tegnérska släktminnen och ungdomsbilder (1913), Tegnérs kärlekssaga (1916), Rämen och Tegnérminnet (1917), Gamla studentminnen från Lund (1918), Småländska kulturbilder (1925) och C.W.K. Gleerup och det Gleerupska förlaget (1926) samt uppsatserna "Eduard von Hartmanns estetiska system i kritisk belysning" (1889), "Sveriges litterära förbindelser med Holland särdeles under 1600-talet" (1897; i nederländsk översättning 1901), "Litterära strömningar vid den sydsvenska högskolan under Thorilds tid" (1908) och "Ling i Lund" (1913; alla dessa senare publicerade i Lunds universitets årsskrift) "Goethe och Sverige" (1907), "Runeberg och Sverige" (1904) och en mängd smärre artiklar i Samlaren, Historisk tidskrift med flera tidskrifter och periodiska publikationer. 
På det konsthistoriska området skrev Wrangel Allhelgonakyrkan i Lund (1893), Rafael, hans lefnad och verk (1920) och ett stort antal smärre och större tidskriftsuppsatser. Vidare utgav han en bearbetning av H. S. Schmids Konststilarna (1897, 1905) och (tillsammans med F. Hazelius) Tidskrift för konstvetenskap (1916 ff). Han arrangerade också ett flertal utställningar inom ramen för det av universitetet och Akademiska Föreningen samförvaltade "Skånska konstmuseum".
Vid sidan av sin ordinarie akademiska undervisning bedrev han folkbildning i det att han från början av 1890-talet var engagerad i de akademiska sommarkurser som riktade sig till framför allt  folkskollärare. Därutöver företog Wrangel ett stort antal studieresor till Danmark, England, Frankrike, Nederländerna, Belgien, Tyskland, Österrike, Italien, Ryssland, Cypern och Syrien.
Wrangel var initiativtagare till det 1918 instiftade Kungliga Humanistiska Vetenskapssamfundet i Lund och blev 1919 ledamot i Kungliga Vitterhets Historie och Antikvitets Akademien. Han var engagerad i Sällskapet CC där han från 1922 och till sin död var stormästare; som student var han också en av upphovsmännen till det tidiga lundaspexet Gerda (1886). Wrangel var även inspektor för Smålands nation, Lund. Han var ordförande i Lunds studentkår 1890.
Ewert Wrangel var son till överste Erik Fredrik Wrangel samt bror till generalerna Gustaf och Herman Wrangel. Han var gift med friherrinnan Ingrid Hermelin, som var dotter till löjtnanten friherre Carl Hermelin och grevinnan Elise Mörner af Morlanda. En dotter var gift med underrättelsechefen Thede Palm.